# Exposé (Band)
Exposé ist eine US-amerikanische Gesangsgruppe aus Miami, Florida. Die Gruppe, die hauptsächlich aus den Sängerinnen Ann Curless, Jeanette Jurado und Gioia Bruno bestand, hatte zwischen 1987 und 1993 ihre größten Erfolge und wurde die erste Gruppe, die vier Top-Ten-Hits in den Billboard Hot 100 von ihrem Debütalbum hatte, inklusive des Nummer-eins-Hits Seasons Change aus dem Jahr 1987.
Die Gruppe nahm von 1985 bis 1995 diverse Platten auf und ging auf Tourneen. Bis 2003 zog sie sich aus dem Geschäft zurück und geht seit der Wiedervereinigung im Jahr 2006 wieder auf Tour.

## Geschichte

### Formierung und Ursprungsbesetzung (1984–1985)
Exposé wurde ursprünglich 1984 gegründet, als Lewis Martineé, ein Discjockey und Produzent aus Miami, entschied, eine Dance-Gruppe aufzustellen. Für die Gruppe wurden von Talentsichtern Sandra Casañas (Sandeé), Alejandra Lorenzo (Alé) und Laurie Miller angeworben, die zuerst den Namen X-Posed erhielten.
Anfang 1985 nahm das Trio Point of No Return bei Pantera Records als Single auf, die Platz eins in den US-Dancecharts erreichte. Das Lied half, die heute noch immer populäre Musikrichtung Freestyle einzuführen, die oft aus Keyboardriffs, einem eingängigen Refrain und einem Elektro Funk-Rhythmus von einer Drum Machine arrangiert war.
Der Erfolg von Point of No Return führte schnell zu einem Vertrag bei Arista Records/BMG Records, die dann für die Verbreitung der Single zuständig waren. Knapp ein Jahr später nahm Exposé die zweite Single namens Exposed to Love auf. Diese Songs erschienen, als die Radiostationen begannen, durchgehende Mixes von House-, Club- und Dancestücken zu spielen. Exposé bemerkte den andauernden Erfolg und begann mit einer Clubtournee. Beeindruckt von dem Erfolg der beiden Singles und dem Sound sicherte Arista der Gruppe die Unterstützung für die Aufnahme eines Albums zu.

### Personaländerungen (1986)
Wenig später verließ Casañas die Gruppe, um eine Solokarriere zu starten, und Lorenzo ging, um andere Vorhaben zu verfolgen; sie wurden von Jeanette Jurado und Gioia Bruno ersetzt. Vor Fertigstellung des Albums verließ Miller die Gruppe aus persönlichen und geschäftlichen Gründen und begann eine Solokarriere. Sie wurde durch Ann Curless ersetzt.
Lorenzo kehrte 1988 und 1990 in die Dancecharts zurück mit den Titeln I Wanna Know und Stop Me If I Fall in Love, während Miller ihre Talente auf Luxuskreuzfahrten in einem intimeren Jazzstil zeigte und ihre eigene Unterhaltungsfirma Xica Productions gründete. Casanas veröffentlichte als Sandeé ein Soloalbum, Only Time Will Tell, das ihr die Clubhits You’re the One, Love Desire und Notice Me, das von Clivilles & Cole produziert wurde, bescherte. Sie tourte durch Clubs und bei Freestyle-Shows, bis sie am 15. Dezember 2008 verstarb. Alle drei Gründungsmitglieder sangen für Will to Power auf deren gleichnamigen Album.

### Exposure(1987–1988)
Im Februar 1987 veröffentlichten Exposé ihr Debütalbum Exposure bei Arista Records. Anders als bei vielen klassischen Girlgroups wechselten sich die Mitglieder als Hauptsängerin ab.
Beginnend mit dem Dancepop-Hit Come Go with Me, der im Januar 1987 erschien und Platz fünf in den Billboard Hot 100 erreichte, festigte die Gruppe ihre Verbindung mit dem Genre Freestyle.
Im April 1987 wurde Point of No Return erneut veröffentlicht, diesmal mit Jurado als Sängerin, und gelangte ebenfalls auf Platz fünf der Hot 100. Während die ursprüngliche Pressung von Exposure noch die alte Version des Titels enthielt, war die neue Version auf den folgenden Auflagen enthalten. Dies machte die Originalpressung zu einem Sammlerstück.
Let Me Be the One, ein mittelschnelles R&B-Stück mit Bruno als Sängerin, erhielt Unterstützung in der R&B-Szene und erreichte Platz sieben.
Der größte Hit der Gruppe erschien im November 1987 mit der Nummer-eins-Single Seasons Change. Dies führte zu einer Nominierung für den Soul Train Award als bester neuer Künstler und Fernsehauftritten bei American Bandstand, Solid Gold, Showtime at the Apollo und The Late Show mit Joan Rivers. Zudem ging man mit Lisa Lisa and Cult Jam auf US-Tour. Exposure bleibt eines der erfolgreichsten Dancealben aller Zeiten.
Exposé sorgte ebenfalls für den Background-Gesang auf Kashifs Album Love Changes bei dem Stück Who’s Getting Serious im Jahr 1987.
Auf dem Höhepunkt des Erfolges der Gruppe fanden hinter den Kulissen Rechtsstreitigkeiten statt. Ähnlich den Girlgroups der 1960er-Jahre hatten die Mitglieder von Exposé restriktive Verträge und es gab in den Medien Berichte über regelrechte Schlachten hinter der Bühne. Laut Bruno bekamen sie nur 200 US-Dollar pro Show. Das Label schritt ein, um den Frieden zwischen den Mitgliedern und den Produzenten zu wahren. Trotz dieser Intervention reichten die Mitglieder Klage ein und legten den Streit erst nach neuen Vertragsverhandlungen bei.

### What You Don’t Know(1989–1991)
Im Juni 1989 folgte mit What You Don’t Know das zweite Album der Gruppe, das mit einer Goldenen Schallplatte ausgezeichnet wurde. Der Erfolg in den USA führte zu ähnlichen Girlgroups, die von Produzenten zusammengestellt wurden und auch von größeren Labels unter Vertrag genommen wurden wie Company B, The Cover Girls, Sweet Sensation und Seduction. Kurz nach dem Erfolg der Singles What You Don’t Know (Mai 1989) und When I Looked at Him (August 1989) schrieb die Veröffentlichung von Tell Me Why (Dezember 1989) Musikgeschichte, da die Gruppe dadurch die erste Girlgroup waren, die sieben Top-10-Hits nacheinander in den USA erreichen konnte. Tell Me Why richtete sich an Gangs und Jugendliche und bescherte der Gruppe Lob für ihre sozial engagierten Texte. Your Baby Never Looked Good in Blue und Stop, Listen, Look & Think folgten im Frühjahr 1990. Letzterer Titel erschien in dem Film Lambada - Der verbotene Tanz aus dem Jahr 1990, der während des Lambada-Booms erschien.
Ihr andauernder Erfolg bescherte Exposé die erste eigene große Tour und Fernsehauftritte in Soul Train, der Pat Sajak Show, der Byron Allen Show und Dick Clark's New Year’s Rockin' Eve am 31. Dezember 1989.
Die Beliebtheit der Gruppe wuchs auch in anderen Ländern wie Japan, wo Bruno, Curless und Jurado in einigen Werbespots für Takara, einem japanischen Softdrink auftraten. Die Musik in den Commercials war What You Don’t Know mit leicht abgeändertem Text.
Im Sommer 1990 veröffentlichte Arista nach dem kommerziellen Erfolg der ersten beiden Alben die Videokompilation Video Exposure auf VHS und Laser Disc. Sie beinhaltete die Musikvideos der ersten acht Singles von Bruno, Curless und Jurado, von Come Go with Me bis Your Baby Never Looked Good in Blue.
Exposé sorgte für den Backgroundgesang beim Lied Jingle Bells auf Barry Manilows Album Because It’s Christmas und erschien auch in Manilows Musikvideo von Because It’s Christmas.
Im August 1990 bekam Bruno auf der Tour mit Exposé Halsprobleme. Diese wurden von einem gutartigen Tumor auf den Stimmbändern verursacht und führten zu einem kurzfristigen Abbruch der Tour. Die Gruppe nahm sich in der Hoffnung auf Besserung eine Auszeit. Schließlich verlor Bruno ihre Stimme und konnte mehrere Jahre nicht singen. Sie durfte auch nur noch wenig sprechen. Am Ende wurde sie 1992 durch Kelly Moneymaker ersetzt.

### Exposé(1992–1995)
Nachdem Kelly Moneymaker sich der Gruppe anschloss, veröffentlichte diese im Oktober 1992 ihr drittes gleichnamiges Album Exposé, das zusätzlich zu ihrem etablierten, Freestyle-, House-, R&B-, Pop- und Balladenrepertoire auch noch Adult-Contemporary-Elemente enthielt. Es war das erste Album, an dem auch andere Produzenten neben Martineé beteiligt waren, wobei Clive Davis Hauptproduzent und Martineé nur für vier Lieder zuständig war. Das Album sollte die musikalische Weiterentwicklung der Gruppe zeigen und mit dem Erfolg von Wilson Phillips in Konkurrenz treten, die 1990 großen Erfolg mit ihrem Debütalbum hatte.
Das dritte Album war kommerziell nicht so erfolgreich wie die vorherigen beiden, aber erreichte immer noch Goldstatus. Die Singles I Wish the Phone Would Ring und I’ll Never Get Over You Getting Over Me gelangten in die US Top 40. Die folgenden Veröffentlichungen As Long as I Can Dream und In Walked Love wurden von Curless gesungen. Eine letzte Clubsingle 1995 zeigte den ersten Wandel der Gruppe. I Specialize in Love wurde von Jurado gesungen, wobei am Ende auch Curless und Moneymaker Hauptstimmen übernahmen. Die Originalversion stammte von Sharon Brown und war 1982 ein Top-10-Hit in den Dancecharts. Unter die Fernsehauftritte in dieser Periode fallen Live with Regis and Kathie Lee, die Tonight Show mit Jay Leno, die Les Brown Show und die Kindersendung Xuxa.
1995 nahm Exposé das von Diane Warren geschriebene Lied I’ll Say Good-Bye for the Two of Us auf, das auf dem Soundtrack von Free Willy 2 – Freiheit in Gefahr erschien und von Jurado gesungen wurde. Im selben Jahr erschien es auf ihrem Greatest Hits-Album. Das Lied ist charakteristisch für die Gruppe mit dem Sologesang Jurados ohne Backgroundgesang.

### Soloprojekte (1996–2003)
Gegen Ende 1995 entließ Arista die Gruppe, die sich Anfang 1996 trennte und deren Mitglieder eigene Projekte verfolgten. Dennoch veröffentlichten Labels der Sony-BMG-Gruppe zwei weitere Greatest-Hits-Kollektionen sowie eine Kollektion populärer Remixes ihrer Singles.
Nach der Auflösung der Gruppe trat Jurado im Bühnenstück Mad Hattan auf und sang für den Jazzgitarristen Nils und Safe Sax; Moneymaker heiratete den Seifenopernschauspieler Peter Reckell und brachte zwei Soloalben (Like a Blackbird und Through These Basement Walls) heraus; Curless betätigte sich als Songwriterin, sang bei diversen Club- und Danceprojekten mit und erstellte akademische Unterrichtsmaterialien über Musik und das Musikgeschäft. Jurado und Curless heirateten und bekamen Kinder, was sie zeitweise von Auftritten abhielt.
1997 erholte sich Bruno von ihrem Tumor und begann wieder zu singen. Nach einem kurzen Intermezzo mit der Band Wet arbeitete sie an einer Solokarriere im Dance-Bereich. Ihr erstes Album Expose This erschien im Frühling 2004.

### Wiedervereinigung (seit 2004)
Nach einer langen Pause kamen Curless, Jurado und Moneymaker am 1. August 2003 kurz für ein Wiedervereinigungskonzert auf dem Mid State Fair in Paso Robles, Kalifornien zusammen. Mitglieder von Safe Sax waren ein Teil der Liveband der Gruppe. Während man gerne öfter zusammen aufgetreten wäre, war das nach Angaben von Moneymaker zu der Zeit noch nicht möglich.
2006 gab Jurado by MySpace bekannt, dass sie bei einer größeren Agentur unterschrieben hätten, und Bruno sagte, dass sie das erste Mal seit 15 Jahren wieder bei Exposé sei. Moneymaker meinte, sie würde für jedes Mitglied einspringen, das nicht verfügbar sei, oder mit der vollen Besetzung bei bestimmten Gelegenheiten auftreten.
Am 21. Oktober 2006 starteten Exposé ihre Tour in der American Airlines Arena in Miami beim Freestyle-Explosion-Konzert mit der Besetzung Curless, Jurado und Bruno. Am 29. November 2006 lieferten Exposé im Potawatomi Bingo Casino Northern Lights Theater in Milwaukee eine aus 16 Liedern bestehende Show mit einer vollständigen Band, was auch das erste komplette Konzert mit Bruno seit 1990 war. Die Gruppe trat bei Freestyle-Konzerten und Gay-Pride-Events im ganzen Land auf. Die Gruppe tritt auch weiter bei speziellen Ereignissen in den ganzen Vereinigten Staaten auf, an Austragungsorten wie Epcot und Mohegan Suns Wolf Den.
Im Dezember 2007 waren Jurado, Bruno, Curless, Moneymaker, Paradise Artists und Walking Distance Entertainment Angeklagte in einem Prozess von Crystal Entertainment & Filmworks (I & II). Der Gegenstand waren die Lizenzrechte an dem Namen Exposé. Die erste Klage wurde abgewiesen. Die zweite landete vor Gericht. Während des Prozesses wurden die Klagen gegen Paradise Artists und Moneymaker fallen gelassen und eine Gegenklage gegen die Ankläger wurde eingereicht. Am 26. Mai 2009 stellte das Gericht fest, dass die Kläger nicht beweisen konnten, dass ihnen der Name gehört, und setzten fest, dass wegen der Besetzung, die seit 1986 besteht, und der klaren Identifikation des Namens mit den Gruppenmitgliedern auf ihren Alben und Touren die Beklagten den rechtsgültigen Beweis des Eigentums des Namens erbracht hätten. Das Gericht sicherte Jurado, Bruno und Curless die Exklusivrechte an dem Namen zu.
Exposé nahmen ihren Sieg zur Kenntnis und traten zum ersten Mal mit Moneymaker als Gast beim LA Gay Pride Festival am 14. Juni 2009 auf, das erste Mal, dass alle vier Mitglieder zusammen auf der Bühne standen.

## Diskografie

### Studioalben
| Jahr | Titel               | Höchstplatzierung, Gesamtwochen, AuszeichnungChartplatzierungen (Jahr, Titel, Platzierungen, Wochen, Auszeichnungen, Anmerkungen) | Höchstplatzierung, Gesamtwochen, AuszeichnungChartplatzierungen (Jahr, Titel, Platzierungen, Wochen, Auszeichnungen, Anmerkungen) | Anmerkungen                           |
| Jahr | Titel               | UK | US | Anmerkungen                           |
| ---- | ------------------- | --- | --- | ------------------------------------- |
| 1987 | Exposure            | — | US16 ×2Doppelplatin · (74 Wo.)US                                                                                                  | Erstveröffentlichung: 2. März 1987    |
| 1989 | What You Don’t Know | — | US33 Gold · (50 Wo.)US | Erstveröffentlichung: 13. Juni 1989   |
| 1992 | Exposé              | — | US135 Gold · (13 Wo.)US | Erstveröffentlichung: 9. Oktober 1992 |

### Kompilationen
| Jahr | Titel                                 | Anmerkungen                             |
| ---- | ------------------------------------- | --------------------------------------- |
| 1993 | The Encore Collection: Seasons Change | Erstveröffentlichung: 22. November 1993 |
| 1995 | Greatest Hits                         | Erstveröffentlichung: 21. November 1995 |
| 1999 | Master Hits                           | Erstveröffentlichung: 27. Juli 1999     |
| 2002 | Exposé’s Greatest Dance Mixes         | Erstveröffentlichung: 2. Februar 2002   |
| 2006 | Dance Mixes                           | Erstveröffentlichung: 31. Januar 2006   |

### Singles
| Jahr | Titel Album                                             | Höchstplatzierung, Gesamtwochen, AuszeichnungChartplatzierungen (Jahr, Titel, Album, Platzierungen, Wochen, Auszeichnungen, Anmerkungen) | Höchstplatzierung, Gesamtwochen, AuszeichnungChartplatzierungen (Jahr, Titel, Album, Platzierungen, Wochen, Auszeichnungen, Anmerkungen) | Anmerkungen                          |
| Jahr | Titel Album                                             | UK | US | Anmerkungen                          |
| ---- | ------------------------------------------------------- | --- | --- | ------------------------------------ |
| 1987 | Come Go with Me Exposure                                | — | US5 (19 Wo.)US | Erstveröffentlichung: Januar 1987    |
| 1987 | Point of No Return Exposure                             | UK83 (4 Wo.)UK | US5 (17 Wo.)US | Erstveröffentlichung: April 1987     |
| 1987 | Let Me Be the One Exposure                              | UK76 (5 Wo.)UK | US7 (22 Wo.)US | Erstveröffentlichung: Mai 1987       |
| 1987 | Seasons Change Exposure                                 | UK97 (2 Wo.)UK | US1 (20 Wo.)US | Erstveröffentlichung: November 1987  |
| 1989 | What You Don’t Know                                     | UK99 (2 Wo.)UK | US8 Gold · (15 Wo.)US | Erstveröffentlichung: Mai 1989       |
| 1989 | When I Looked at Him What You Don’t Know                | — | US10 (19 Wo.)US | Erstveröffentlichung: August 1989    |
| 1989 | Tell Me Why What You Don’t Know                         | UK97 (1 Wo.)UK | US9 (15 Wo.)US | Erstveröffentlichung: Dezember 1989  |
| 1990 | Your Baby Never Looked Good in Blue What You Don’t Know | — | US17 (16 Wo.)US | Erstveröffentlichung: März 1990      |
| 1992 | I Wish the Phone Would Ring Exposé                      | — | US28 (15 Wo.)US | Erstveröffentlichung: September 1992 |
| 1993 | I’ll Never Get Over You Getting Over Me Exposé          | UK75 (1 Wo.)UK | US8 Gold · (29 Wo.)US | Erstveröffentlichung: Februar 1993   |
| 1993 | As Long as I Can Dream Exposé                           | — | US55 (14 Wo.)US | Erstveröffentlichung: Juli 1993      |
| 1994 | In Walked Love Exposé                                   | — | US84 (6 Wo.)US | Erstveröffentlichung: Januar 1994    |

Weitere Singles
- 1985: Exposed to Love
- 1990: Stop, Listen, Look & Think
- 1995: I’ll Say Good-Bye for the Two of Us
- 1995: I Specialize in Love

Videoalben
- 1990: Exposure (US: Gold)